# Comarca di Gijón
La comarca di Gijón è una delle otto comarche delle Asturie. Il capoluogo è Gijón.

## Composizione
Si compone di 3 comuni:
- Carreño
- Gijón
- Villaviciosa